# Streckad barbett
Streckad barbett (Psilopogon lineatus) är en fågel i familjen asiatiska barbetter inom ordningen hackspettartade fåglar.

## Utseende och läte
Streckad barbett är en 28 centimeter lång fågel med gröna vingar, stjärt och buk medan huvud, bröst och övre delen av ryggen är brun. På huvud och bröst syns tydliga vita streck. Jämfört med liknande brunhuvad barbett (Psilopogon zeylanica) är strupen är vit och större vingtäckarna är ofläckade. Vidare är området med bar hud runt ögat mindre och vanligtvis skilt från näbben. Det monotona lätet är mjukare: kotur, kotur, kotur.

## Utbredning och systematik
Streckad barbett har en vid utbredning i södra och sydöstra Asien. Den delas in i två underarter med följande utbredning:
- Psilopogon lineatus hodgsoni – förekommer från nordvästra Indien och Nepal till södra Kina, Myanmar, Vietnam, norra Malackahalvön
- Psilopogon lineatus lineatus – förekommer på Java och Bali

Streckad barbett tros vara nära släkt med brunhuvad barbett och har tidigare behandlats som samma art. Ingen hybridisering har dock påvisats där arternas utbredningsområde överlappar i norra Indien och sydvästra Nepal.

### Släktestillhörighet
Arten placerades tidigare liksom de allra flesta asiatiska barbetter i släktet Megalaima, men DNA-studier visar att eldtofsbarbetten (Psilopogon pyrolophus) är en del av Megalaima. Eftersom Psilopogon har prioritet före Megalaima, det vill säga namngavs före, inkluderas numera det senare släktet i det förra.

## Levnadssätt
Streckad barbett förekommer i städsegrön skog, framför allt vid öppningar och skogskanter. Den lever av frukt, bland annat fikon, frukter från släktet Grewia och jordgubbar. Arten häckar i de flesta områden mellan januari och juli, men september till maj på Malackahalvön och september till oktober på Java och Bali.

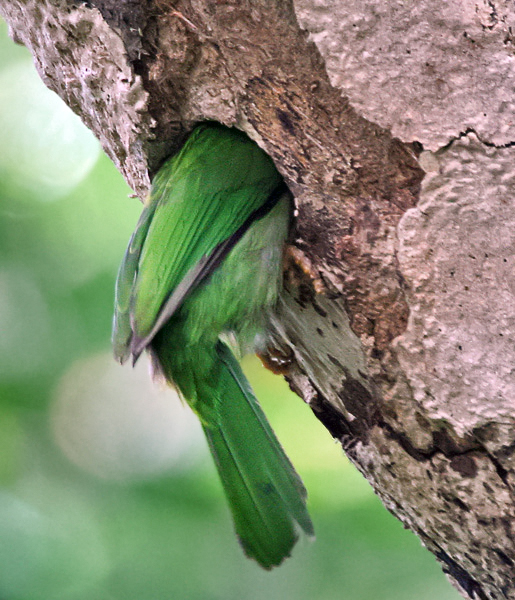
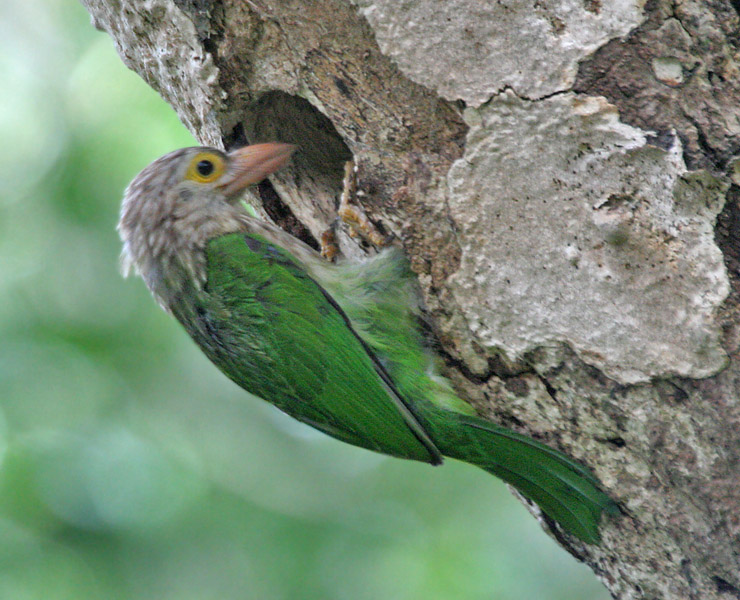
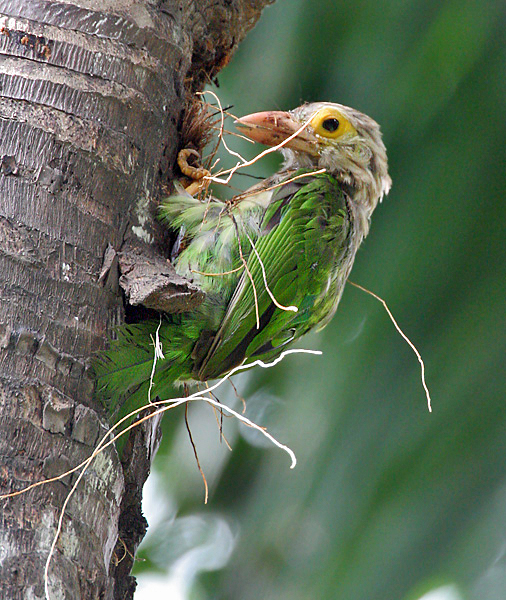

## Status och hot
Arten har ett stort utbredningsområde, men tros minska i antal, dock inte tillräckligt kraftigt för att den ska betraktas som hotad. Internationella naturvårdsunionen IUCN listar arten som livskraftig (LC). Världspopulationen har inte uppskattats men den beskrivs som lokalt vanlig till ganska vanlig. Den är vanlig i Nepal, lokalt ganska vanlig i Indien, frekvent förekommande i Bhutan, lokalt vanlig i Bangladesh och vanlig i Sydostasien.